# Liste auf dem Friedhof am Perlacher Forst bestatteter Persönlichkeiten
Die Liste auf dem Friedhof am Perlacher Forst bestatteter Persönlichkeiten führt bekannte Personen auf, die auf dem Friedhof am Perlacher Forst im Süden der bayerischen Landeshauptstadt München ihre letzte Ruhestätte fanden.

## Die Gräber bekannter Personen
Hinweis: Die Liste ist alphabetisch nach Nachnamen sortierbar (Doppelpfeil neben "Namen" anklicken). Ihrer Natur nach ist sie nicht vollständig, es können jederzeit weitere Persönlichkeiten dazukommen.
| Name                         | Geburtsjahr | Sterbejahr | Tätigkeit                                                                                        | Grabnr.                     |
| ---------------------------- | ----------- | ---------- | ------------------------------------------------------------------------------------------------ | --------------------------- |
| Friedrich Burschell          | 1889        | 1970       | Literaturhistoriker, Schriftsteller und Übersetzer                                               | 216-U-77                    |
| Peter Paul                   | 1911        | 1985       | deutscher Schauspieler                                                                           |                             |
| Ludwik Roch Gietyngier       | 1904        | 1941       | Geistlicher der Erzdiözese Częstochowa, Gefangener im KZ Dachau                                  | Ehrenhain I                 |
| Christoph Probst             | 1919        | 1943       | Medizinstudent, Mitglied der Weißen Rose                                                         | 73-1-18/19                  |
| Alexander Schmorell          | 1917        | 1943       | Medizinstudent, Mitglied der Weißen Rose                                                         | 76-1-26                     |
| Maria Paudler                | 1903        | 1990       | deutsche Schauspielerin                                                                          |                             |
| Victor Pichlmayr             | 1927        | 2012       | deutscher Physik- und Chemiemoderator des Telekolleg                                             |                             |
| Ludwig Friedrich Barthel     | 1898        | 1962       | Lyriker und Oberarchivrat                                                                        |                             |
| Walter Holten                | 1897        | 1972       | deutscher Schauspieler                                                                           |                             |
| Marie-Luise Schultze-Jahn    | 1918        | 2010       | deutsche Widerstandskämpferin gegen den Nationalsozialismus, Sympathisantin der Weißen Rose      | 77-3-63                     |
| Elyesa Bazna                 | 1904        | 1970       | Spion des Reichssicherheitshauptamtes, Deckname „Cicero“                                         | 97-1-41                     |
| Irmtraud von Andrian-Werburg | 1943        | 2019       | Historikerin                                                                                     |                             |
| Hans Leipelt                 | 1921        | 1945       | Chemiestudent, Mitglied der Weißen Rose                                                          | Ehrenhain II (anonym. Grab) |
| Karl Flemisch                | 1878        | 1937       | deutscher Volkssänger und Komike                                                                 |                             |
| Hans Scholl                  | 1918        | 1943       | Medizinstudent, Mitglied der Weißen Rose                                                         | 73-1-18/19                  |
| Karl Forster                 | 1928        | 1981       | Theologe, Gründungsdirektor der Katholischen Akademie in Bayern, Professor für Pastoraltheologie |                             |
| Hans Hartwimmer              | 1902        | 1944       | deutscher Widerstandskämpfer zur Zeit des Nationalsozialismus                                    |                             |
| Werner Jacobs                | 1909        | 1999       | deutscher Filmregisseur und -editor                                                              |                             |
| Sophie Scholl                | 1920        | 1943       | Biologie- und Philosophiestudentin, Mitglied der Weißen Rose                                     | 73-1-18/19                  |
| Adolf Ziegler                | 1899        | 1985       | Schauspieler                                                                                     | 122-A-6                     |
| Astrid Varnay                | 1918        | 2006       | Opernsängerin                                                                                    | 54-UM-5 Innenseite, 170     |
| Toni Trepte                  | 1909        | 1981       | Maler, Grafiker, Bildhauer, Essayist und Schriftsteller.                                         | 92-A-8                      |
| Robert Scholl                | 1891        | 1973       | Politiker, Vater von Hans und Sophie Scholl                                                      | 73-1-18/19                  |
| Hans Quecke                  | 1901        | 1945       | Jurist, leitender Beamter, Sympathisant der Weißen Rose                                          | 77-1-116                    |
| Helmut Rothemund             | 1929        | 2004       | Politiker                                                                                        |                             |
| Wilhelm Hebra                | 1885        | 1944       | Schriftsteller, österreichischer Monarchist                                                      | Ehrenhain II                |
| Stephan Beckenbauer          | 1968        | 2015       | Fußballer                                                                                        | 7- -17                      |
| Franz Beckenbauer            | 1945        | 2024       | Fußballer                                                                                        | 7- -17                      |
| Wilhelm Hoegner              | 1887        | 1980       | Politiker, bayerischer Ministerpräsident                                                         | 7-A-56                      |
| Karl von Frisch              | 1886        | 1982       | Zoologe und Verhaltensforscher                                                                   | 71-1-41                     |
| Harald Dohrn                 | 1885        | 1945       | Geschäftsführer des Festspielhauses Hellerau, Sympathisant der Weißen Rose                       | 77-1-115                    |